# Polarógrafo

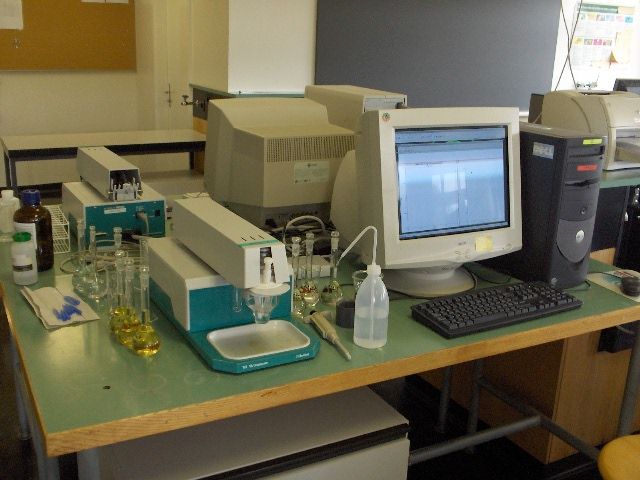
Puesto de trabajo con un polarógrafo a la izquierda

Un polarógrafo es un instrumento de análisis químico que sirve para la grabación automática de curvas de intensidad-voltaje.
El polarógrafo utiliza una celda electrolítica consistente en un electrodo de área pequeña o microelectrodo, habitualmente de gota de mercurio, que consiste en un tubo capilar muy fino a través del cual fluye lentamente mercurio, que se desprende en forma de gotas pequeñas, las cuales caen sobre una superficie del mismo elemento mucho más extensa, que constituye el otro electrodo . Cuando se aplica un voltaje variable a esta celda, el electrodo de gran superficie permanece inalterado, mientras que el microelectrodo experimenta un cambio de potencial, es decir, se polariza. También dispone de un potenciómetro, acoplado al motor que mueve el papel de grabación para que a una variación determinada de voltaje corresponda una longitud constante del papel de grabación, y de un galvanómetro adecuado para medir la intensidad de corriente eléctrica, la respuesta es transmitida al servomotor que mueve la aguja de la grabadora. La técnica empleada se denomina Polarografía.